# Edward Bierstone
Edward Bierstone (* 21. Dezember 1946 in Toronto, Ontario) ist ein kanadischer Mathematiker, der sich mit algebraischer Geometrie, Singularitätentheorie und Differentialgeometrie beschäftigt.
Bierstone machte 1969 seinen Master-Abschluss in Mathematik an der University of Toronto und promovierte 1973 bei Richard Palais an der Brandeis University. Ab 1973 war er wieder an der Universität Toronto, wo er 1982 Professor wurde. Er war Gastprofessor in Frankreich und Brasilien, war am Institut des Hautes Études Scientifiques (IHES) und am Institute for Advanced Study (1973).
Bierstone gelang es mit Pierre Milman eine wesentliche Vereinfachung des Beweises der Auflösung von Singularitäten über Körpern der Charakteristik 0 von Heisuke Hironaka zu erreichen, dessen Beweis von 1964 als sehr kompliziert und undurchsichtig galt. Gleichzeitig war ihr Beweis „effektiv“ (eine algorithmische Version). Mit Milman und Wieslaw Pawlucki trug er auch 2003 zur Lösung eines Problems von Hassler Whitney über die Erweiterung differenzierbarer Funktionen bei, das dann darauf aufbauend von Charles Fefferman gelöst wurde.
Seit 1992 ist er Mitglied der Royal Society of Canada. 2005 erhielt er mit Pierre Milman den Jeffery-Williams-Preis. Seit 2002 ist er Fellow des Fields Institute (das an der Universität Toronto angesiedelt ist) und seit 2009 dessen Direktor. Er ist Fellow der American Mathematical Society. 

## Verweise
1. ↑  Bierstone, Milman, A simple constructive proof of canonical resolution of singularities, in T. Moram, C. Traverso (Herausgeber): Effective methods in algebraic geometry, S. 11–30. Birkhäuser, 1991

| Personendaten    | Personendaten            |
| ---------------- | ------------------------ |
| NAME             | Bierstone, Edward        |
| KURZBESCHREIBUNG | kanadischer Mathematiker |
| GEBURTSDATUM     | 21. Dezember 1946        |
| GEBURTSORT       | Toronto                  |